# 水族館

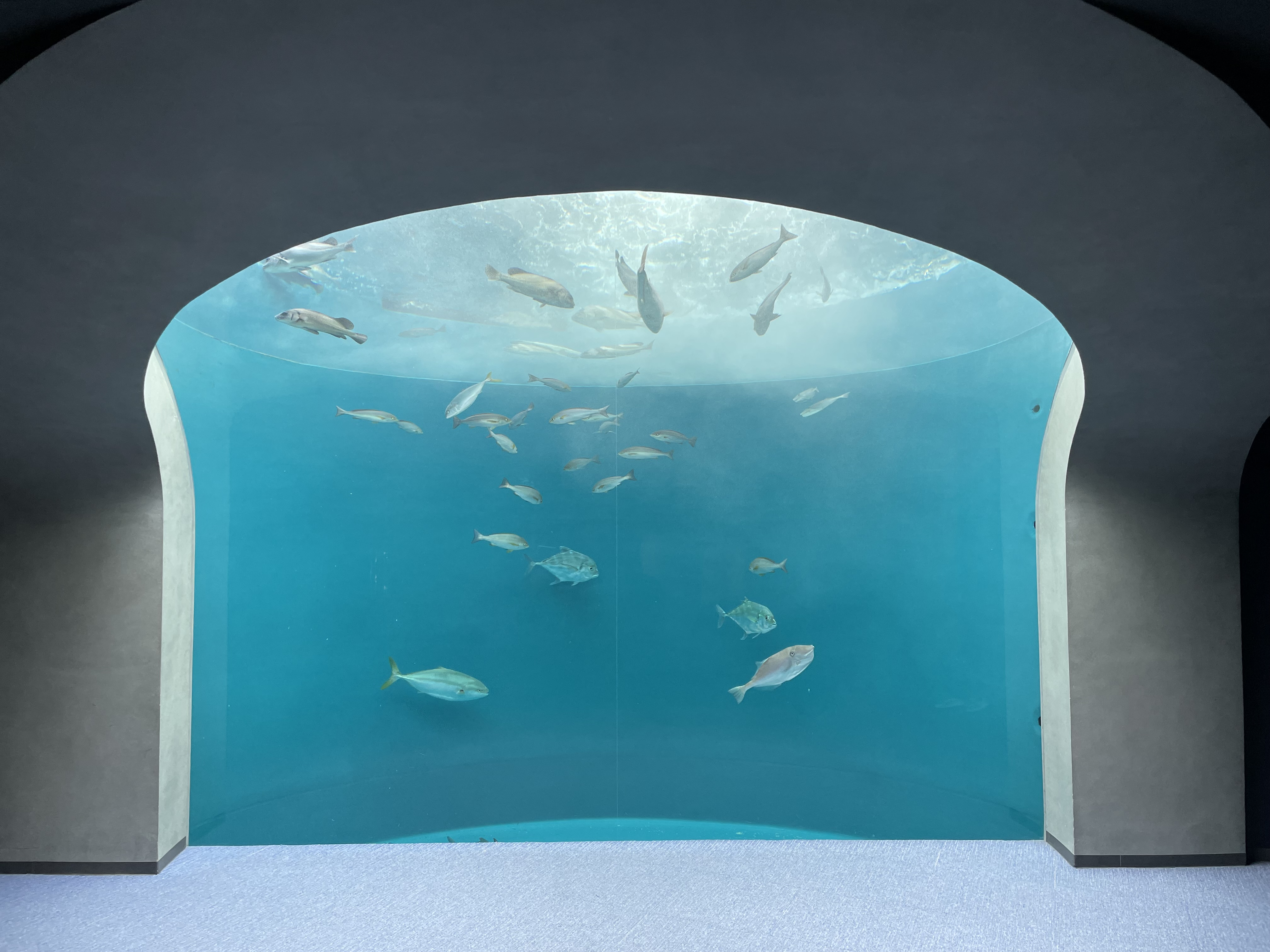
四国水族館、渦潮の景

水族館（すいぞくかん、英: aquarium）とは、主として海や河川・湖沼などの水中や水辺で生活する生物（水族）を展示・収集している施設である。
主に陸上で暮らしている生き物を展示している施設は一般的に動物園と呼ばれるが、展示する生物の生息場所によって呼称が変わる訳ではなく、水族館も動物を展示しているため動物園に含まれる。また、日本の多くの施設は博物館法に該当する為、博物館である。
水族館では魚介類や無脊椎動物、両生類、海獣類、爬虫類といった動物や、水草などがガラスやプラスチックといった透明な水槽に入れられ、公開されている。規模は大小さまざまであるが、多くは多種類・大型の水槽を売りにしている。
海獣（イルカ、アシカなど）によるショーなどをしている水族館もあり、これらのショーが水族館の目玉になっている場合も見受けられる。また、単独で存在する水族館以外に、動物園の中の1施設として存在する所、遊園地のような遊具が設置・併設されている所（複合施設の中の1つ）もある。
海浜・湖畔・川辺に近いところに立地している場合が多いが、海岸から遠い都心のビルなどの場所に立地している施設もある。
海浜や湖畔などの近くに立地する理由として、「水槽用の水・餌となる生き物の確保が簡単で、低コストで済む」「水辺に暮らす生き物の調査・研究がしやすい」などが多く挙がる。また「広い土地の確保が都市部では難しい」「海の近くの方が景観的にも良い」などの理由もある。

## 歴史

### 前史

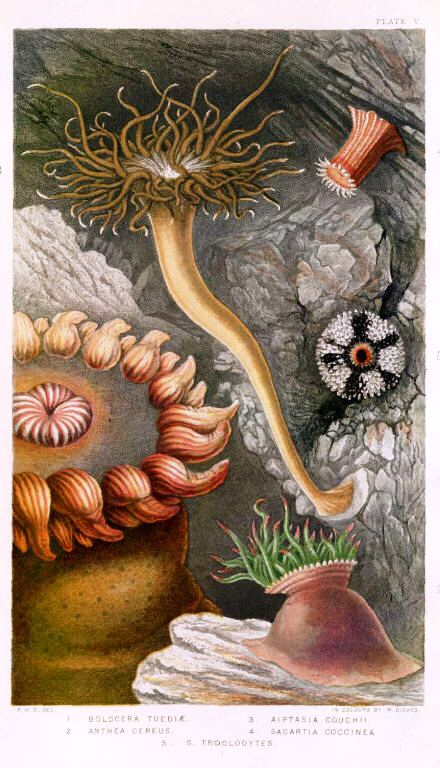
ゴスによる海洋生物のイラスト

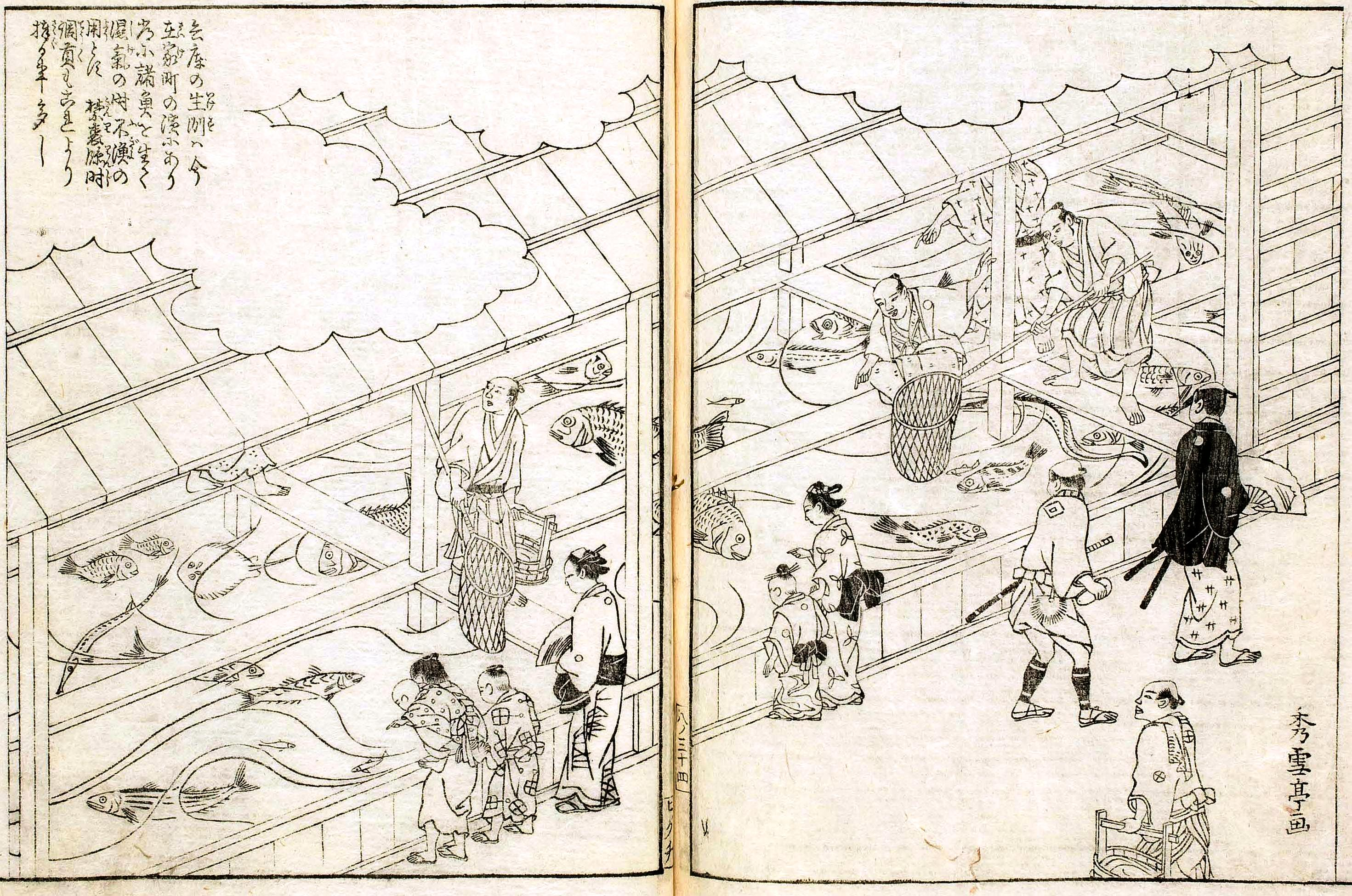
水族館の前身とも言える江戸時代の「兵庫の生洲」。摂津名所図会より。不漁時に市場に供給するほか、多種多様の魚が見られる名所として知られた。

水族館が作られるようになった経緯にはそれぞれ異なる4つ流れがあり、それらが独立ではなく相互に関係しながら発展していった。
1つはホーム・アクアリウムの流れである。1665年のサミュエル・ピープスによるパラダイスフィッシュ飼育の紹介や、1718年のルイ・ルナールによる『魚、エビ、カニの彩色図鑑』出版などに喚起されて、17世紀のヨーロッパにおいて熱帯魚飼育ブームが起こった。魚を健康的に飼育する方法の研究という科学的な視点や、魚の絵を描くためという芸術的な視点からもホーム・アクアリウムの需要が生じ、このブームに伴って水槽設備の開発も進んだ。このような水槽設備の開発に携わった人物として、アクアリウムの名付け親でもあり、海洋生物の画集を出版したフィリップ・ヘンリー・ゴスや、水槽の水の循環装置を開発したウィリアム・アルフォード・ロイドなどがいる。このようなホーム・アクアリウムによる水槽での魚の飼育技術の向上や水槽の開発という流れの中、1830年に博物学者のド・モリンズはフランスのボルドーにおいて、世界初の水族館の一つであるとされる、水槽に入れた魚や貝を並べた展示を行った。
もう1つは、18世紀の近代科学の発展に伴って発生した博物学の一分野である動物学の流れである。1828年にロンドン動物学協会によってロンドン動物園が建設されたことを契機として、動物学の研究に伴う教育の一環としてその研究施設を一般公開するという考えが広まり、その後、この動物園の付属施設として水族館が作られるようになった。初期のものは、フランスの国立自然史博物館であるジャルダン・デ・プラントの爬虫類コーナーに小さな水槽が並べられた程度のものであったが、1853年には世界初の水族館の一つとされるロンドン動物園併設のフィッシュハウスのような本格的な水族館に発展していった。
また、18世紀のヨーロッパでは産業革命の流れにおいて、その成果を誇示し国威を発揚するために万国博覧会をはじめとした博覧会が多く開催されていた。1851年のロンドン万国博覧会で行なわれた鋳鉄のフレームにガラスをはめ込んだ水槽を使用した魚の展示のように、水槽と水生生物の展示はしばしば博覧会の目玉とされた。後年、日本において1897年の第2回水産博覧会で展示された水族館が博覧会終了後に移築されて水族館として継続的な展示が行われたように、博覧会による話題性も伴って多くの水族館が建設される切っ掛けとなった。

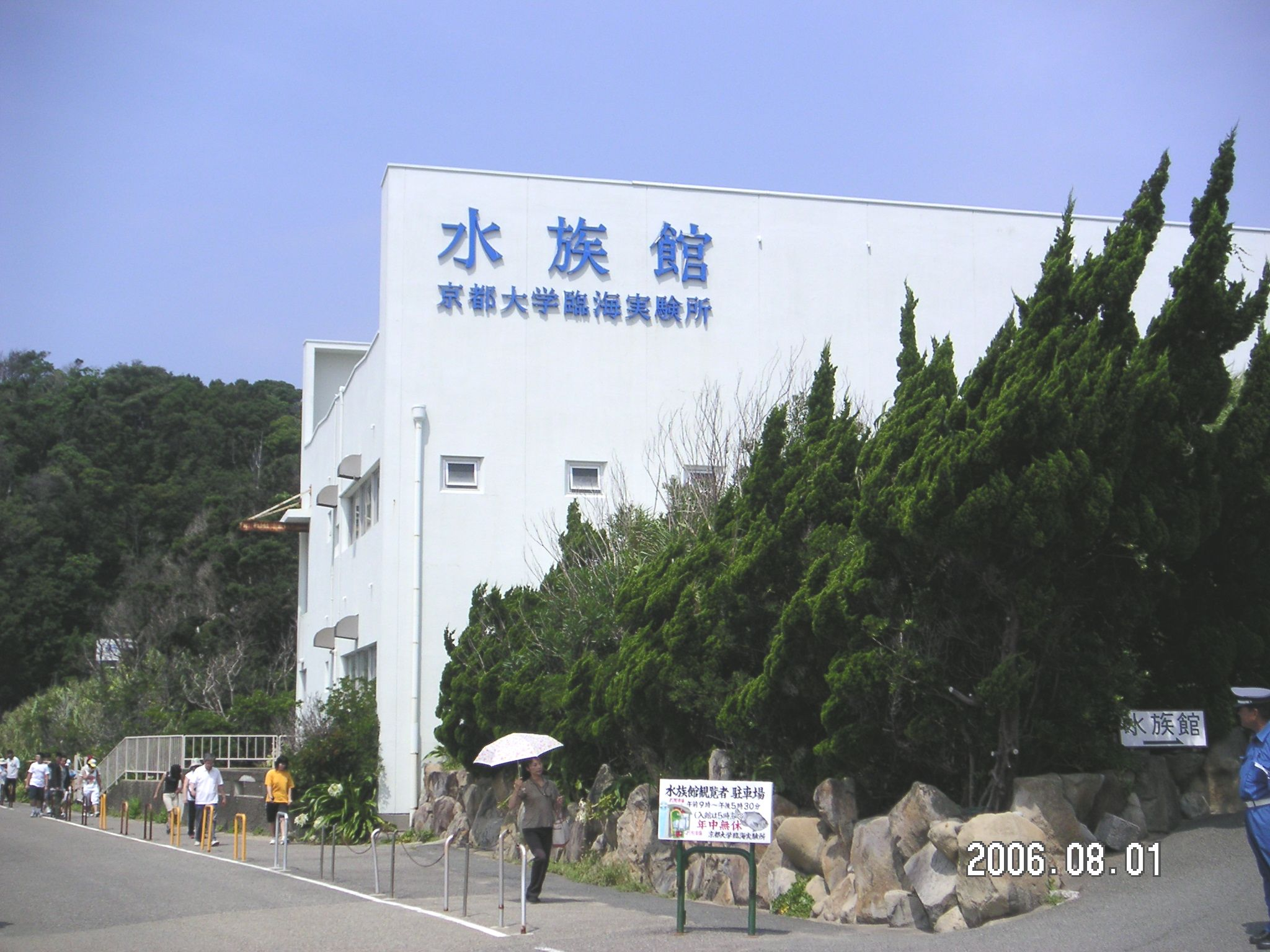
和歌山県白浜町の京都大学フィールド科学教育研究センター瀬戸臨海実験所水族館

最後の1つは、大学をはじめとする教育研究機関が建設した臨海実験所の流れである。18世紀後半、海洋資源の開発のために水産学の研究が盛んとなり、水産学の基礎である生物学の教育、研究のために必須の施設として臨海実験所が建設された。世界初の海洋実験所は1872年に建てられたナポリ海洋実験所であり、次いで1886年に東京大学の付属設備として三崎臨海実験所が建てられた。これらの臨海実験所では研究のために海洋生物を飼育する水槽や図書館等の設備が充実しており、研究費を賄う目的で入場料を徴収して水槽や標本等を公開するという事が行われていた。また、臨海研究所は海に面した景観のよい場所に建設されることが多かったため、後年には付属の水族館や博物館を伴う総合的な観光施設が作り上げられることもあった。第二次世界大戦前の日本の水族館はその1/3が国立大学の臨海実験所付属のものであったように、臨海実験所は水族館の普及に対して大きな役割を果たしていた。

### 初期の水族館
世界初の水族館が、何かという事には諸説あるが、1830年に博物学者のド・モリンズがフランスのボルドーで行った、魚介を入れた水槽の展示を世界初の水族館とするのが定説となっている。しかし、これは水槽を並べただけの単純なものであったため、その規模や施設などから1853年に作られたロンドン動物園のフィッシュ・ハウスが世界初の水族館であるという見方もある。
1853年、ロンドン動物園の付属施設として開館したフィッシュ・ハウスは、多くの温室と同じような設計が施されていた。P・T・バーナムはロンドン動物園の水族館に続き、1856年に早くもアメリカで初めての水族館を、ニューヨークのブロードウェイにある彼の設立したバーナム博物館の一部として開館したが、バーナム博物館は1868年に焼失した。1859年には、ボストンにボストン水族館が開館した。その後ヨーロッパでは、パリのジャルダン・ダクリマタシオンやウィーンのアクアリウム・サロン（共に1860年）、ハンブルクのハンブルク動物園の一部としてのMarine Aquarium Temple（1864年）、アルフレート・ブレームが設立したベルリンのベルリン水族館（1869年）、ブライトンのブライトン水族館（1872年）など、いくつかの水族館が開館した。

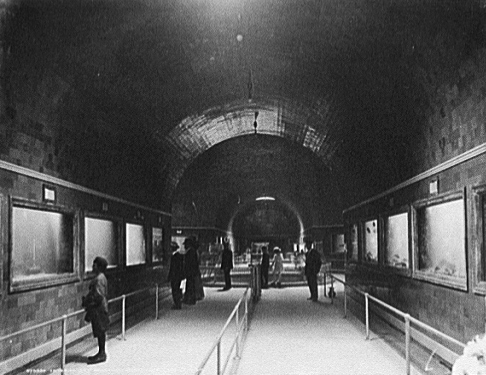
デトロイト水族館の様々な水槽。アメリカ、ミシガン州（1900年頃）

旧ベルリン水族館は1869年に開館した。旧ベルリン水族館はベルリン動物園の場所ではなく、ベルリンの大通りであるウンター・デン・リンデン沿いという都市の中心部に建設された。水族館の初めの責任者は、1866年から1874年までの間ハンブルク動物園の責任者であったアルフレート・ブレームであり、彼は1874年までその職に務めた。ベルリン水族館は教育に重点を置いており、水族館の一部は天然の岩で作られ洞窟のように設計されていた。この天然石で作られた洞窟はGeologische Grotteと呼ばれ、これは「地球の地殻の外層」を表している。この洞窟はまた、アザラシのための鳥とプールが特色であった。旧ベルリン水族館は3階建の建物であり、2階に魚の入った水槽が置かれ、機械やタンクは1階に設置されていた。3階には、ブルームの特別な関心のために鳥の入った巨大な鳥小屋が置かれ、その周りには哺乳類の檻が置かれていた。この施設は1910年に閉館した。
アムステルダム動物園のアルティス水族館は、1882年、ビクトリア朝風の建物内に建設され、1997年に改築された。19世紀末に建設されたアルティス水族館は当時最高水準の技術であると考えられていた。

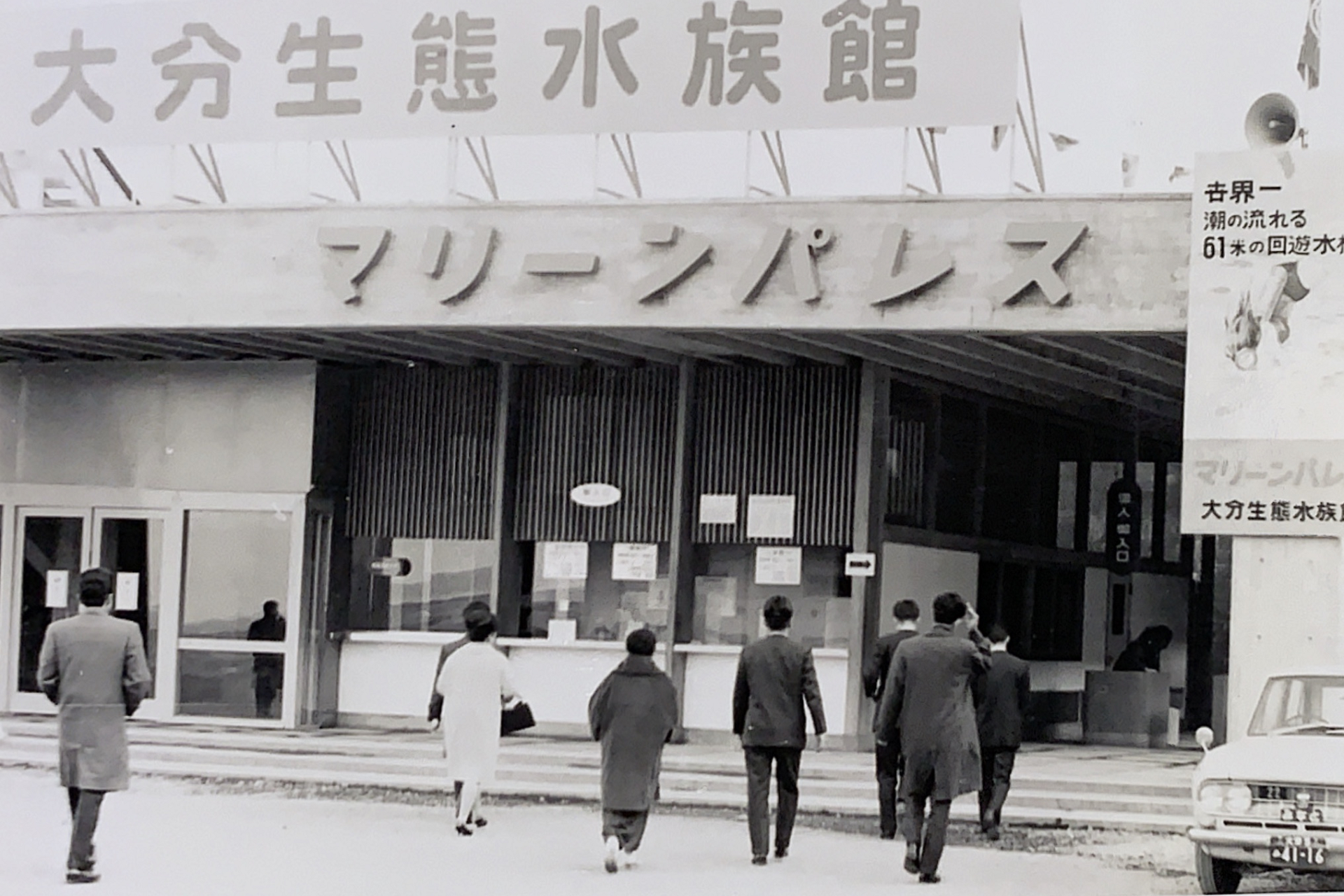
大分生態水族館マリーンパレス（1960年代）

日本で初めて作られた水族館は、1882年に開園した上野動物園に併設された「観魚室（うをのぞき）」と呼ばれる小さな淡水のアクアリウムである。その敷地面積は17.5坪であり、15ほどの水槽が置かれていた。その後、1897年の第2回水産博覧会において兵庫県の和田岬に設置された遊園地である「和楽園」に水族館が併設され、ここで初めて「水族館」という名称が用いられた。東京大学教授であり「水族館の父」と呼ばれる飯島魁によって設計されたこの水族館は、淡水水族館であった観魚室と異なり濾過循環設備を備えた本格的な海水水族館であった。博覧会に併設された施設であったため博覧会の終了とともに和田岬の施設は閉館したものの、同県の湊川神社に移築されて1910年までの間営業していた。文部科学省が所管する日本動物園水族館協会では、この和田岬の水族館を日本の水族館の原点であるとしており、神戸市立須磨海浜水族園では、日本における水族館発祥の地は神戸であるとしている。2024年現在、日本で最も歴史の長い水族館は、1913年開館の魚津水族館である。
海水を使用することから設備が劣化しやすく、施設の寿命は30年とされる。日本ではバブル期に多く建設された水族館が2020年代に入り老朽化しながら、景気の低迷で予算の確保が難しくなり閉園することが多くなっている。

## 世界の水族館・日本の水族館
世界の水族館の総数は2010年代初頭において約500館と推定され、うち2割が日本に立地すると言われている。

### 大きい水槽を持つ水族館

アメリカ、ジョージア水族館の大水槽を泳ぐジンベエザメ

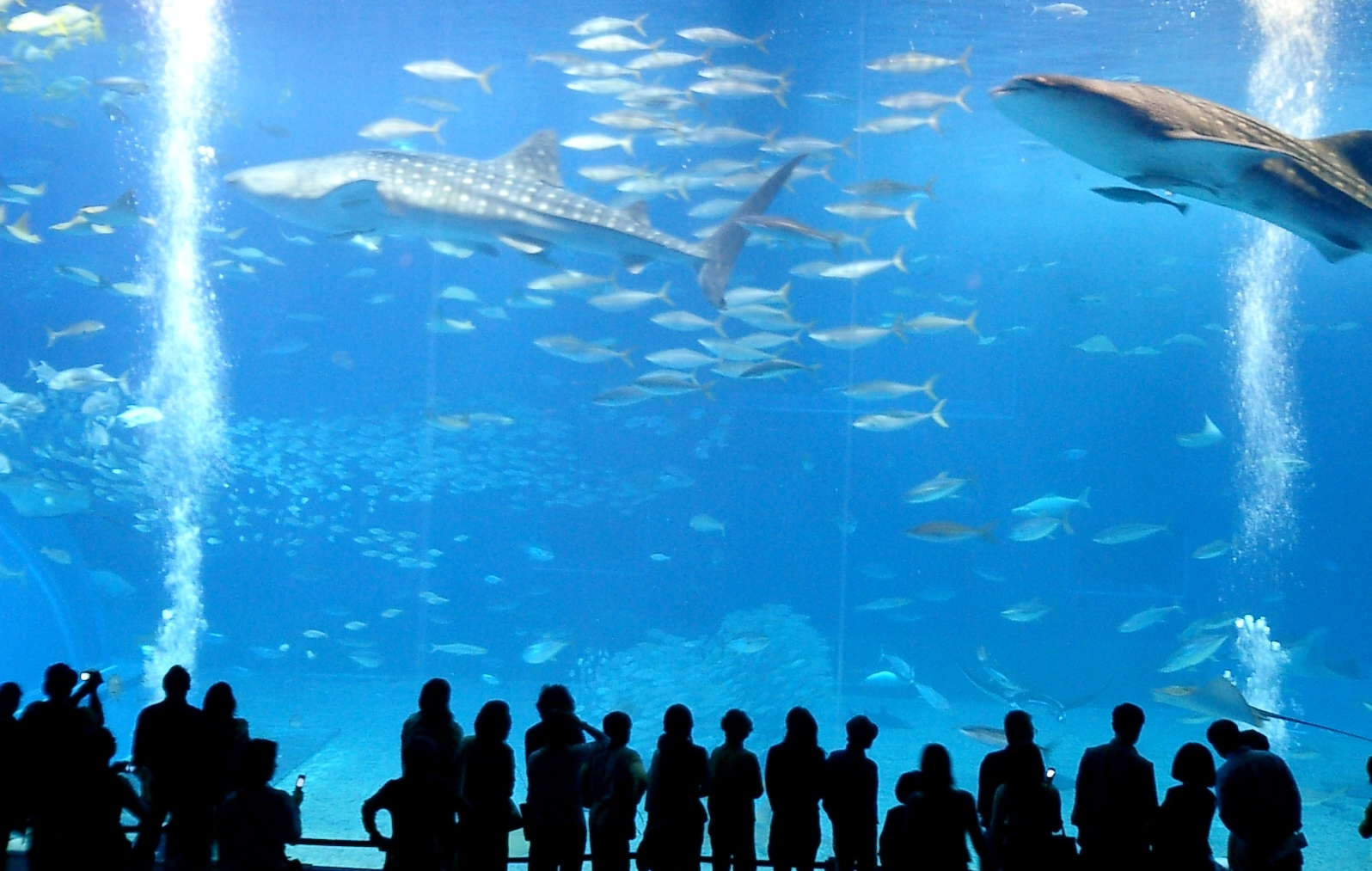
沖縄県の沖縄美ら海水族館の大水槽

※ 堀込水槽・野外水槽・プール(鯨類水槽)の類を除く。
（日本におけるランキングは「日本の水族館」を参照）
| 順位 | 名称                        | 国名             | 開館年 | 水量       |
| ---- | --------------------------- | ---------------- | ------ | ---------- |
| 1    | ジョージア水族館            | アメリカ合衆国   | 2005年 | 23,500トン |
| 2    | 珠海長隆海洋王国            | 中華人民共和国   | 2014年 | 22,700トン |
| 3    | シー・ウィズ・ニモ&フレンズ | アメリカ合衆国   | 2007年 | 22,000トン |
| 4    | シー・アクアリウム          | シンガポール     | 2012年 | 18,000トン |
| 5    | ロストチェンバー水族館      | アラブ首長国連邦 | 2008年 | 11,000トン |
| 6    | ナウシカ国立海洋センター    | フランス         | 2018年 | 10,000トン |
| 6    | ドバイ水族館                | アラブ首長国連邦 | 2008年 | 10,000トン |
| 8    | 沖縄美ら海水族館            | 日本             | 2002年 | 7,500トン  |
| 9    | オセアノグラフィック        | スペイン         | 2003年 | 7,000トン  |
| 10   | 国立海洋生物博物館          | 中華民国         | 2000年 | 5,700トン  |

## 動物福祉
日本の水族館におけるクジラ目の動物福祉が不十分であり、不適切な設計の水槽、殺風景で特徴のない水槽、不十分なエンリッチメント、身体的なケガ、吐き戻しと再摂取などの異常行動などが見られることが指摘されている。